# Asrar 'Ailiyyah
Asrar 'Ailiyyah (Family Secrets dans la version anglophone) est un film égyptien sorti en 2014, racontant l'histoire d'un jeune homosexuel. 

## Production

### Genèse
Le réalisateur et l'acteur principal considèrent que l'homosexualité est une maladie, un point de vue qui ressort dans le récit. 

## Accueil national
Le film fait face à des critiques défavorables et à la censure d'une douzaine de scènes par les autorités égyptiennes. Il s'agit d'un des rares films du pays qui abordent le sujet. 

## Accueil international
À l'international aussi, Asrar 'Ailiyyah est peu apprécié par les critiques, et plusieurs activistes LGBT lui font de dures critiques pour sa reprise d'idées homophobes.